# Fort St. James
Fort St. James es un municipio distrital canadiense situado en la provincia de Columbia Británica.

## Superficie
Fort St. James tiene una superficie de 23,45 km².

## Demografía
En 2021, tenía 1386 habitantes, una densidad poblacional de 59,1 hab./km², y 671 viviendas.